# Voo 2254 da Atlantic Southeast Airlines
Em 9 de abril de 1990, o Voo 2254 da Atlantic Southeast Airlines, um voo regular de passageiros de Muscle Shoals, Alabama, para Gadsden, Alabama, com destino final em Atlanta, Geórgia, colidiu no ar com um Cessna 172 sobre Gadsden. A colisão resultou na morte do piloto e do passageiro do Cessna 172, enquanto o Embraer 120 pousou em segurança, salvando todos os sete ocupantes a bordo.

## Aeronaves
O voo 2254 da Atlantic Southeast Airlines era operado conforme o 14 CFR 135 com um Embraer EMB 120 Brasília (registro N217AS).
A segunda aeronave era um Cessna 172 (registro N99501), operado por dois pilotos da Civil Air Patrol.

## Acidente
O voo 2254 partiu de Muscle Shoals, Alabama, com destino a Atlanta, com uma escala programada no Aeroporto Regional do Nordeste do Alabama em Gadsden, Alabama. O trecho de Muscle Shoals a Gadsden ocorreu sem incidentes.
O voo 2254 decolou de Gadsden pela pista 24, com o comandante William Query (56) e o primeiro-oficial Quentin Haynes nos controles. A aeronave virou à esquerda rumo ao leste, subindo para a altitude atribuída de 5 000 pés. O Cessna 172 voava para oeste na mesma altitude, em direção ao sol poente. As aeronaves colidiram por volta das 18h05, Horário Central de Verão.:1
Como resultado da colisão frontal, o estabilizador horizontal direito do voo 2254 foi arrancado. Apesar dos danos significativos, o voo 2254 conseguiu retornar ao aeroporto sem ferimentos entre os ocupantes. O Cessna 172 caiu em um campo, resultando na morte de ambos os ocupantes. A tripulação da ASA relatou posteriormente que avistaram o Cessna instantes antes da colisão e que o comandante tentou uma manobra evasiva, abaixando o nariz da aeronave, mas não conseguiu evitar a colisão. Uma testemunha ocular não relatou manobras evasivas por nenhuma das aeronaves antes do acidente.:1

## Causa provável
A causa provável do acidente foi atribuída pelo NTSB à "inadequação na vigilância visual por parte dos pilotos de ambas as aeronaves, o que resultou na incapacidade de ver e evitar o tráfego em sentido contrário. Um fator relacionado ao acidente foi o ofuscamento pelo sol, que restringiu a visão do piloto do Cessna 172".